# Cartucho de escopeta

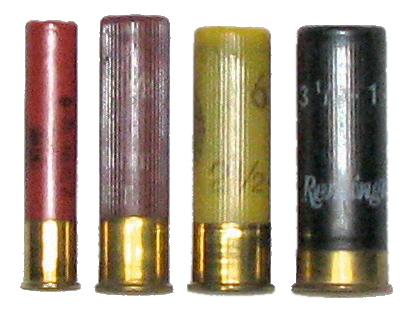
Cuatro medidas de cartucho de escopeta

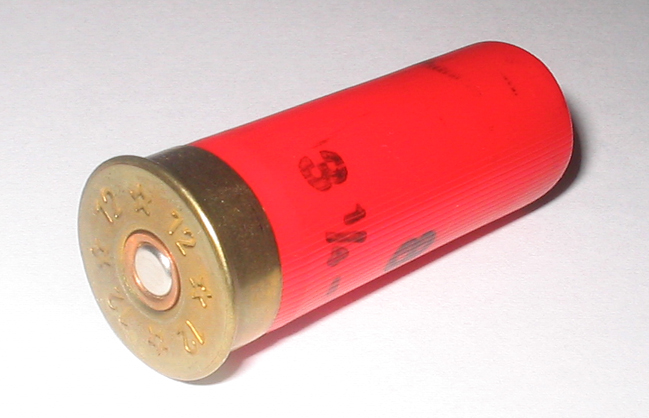
Cartucho de escopeta típico del Calibre 12 (letal).

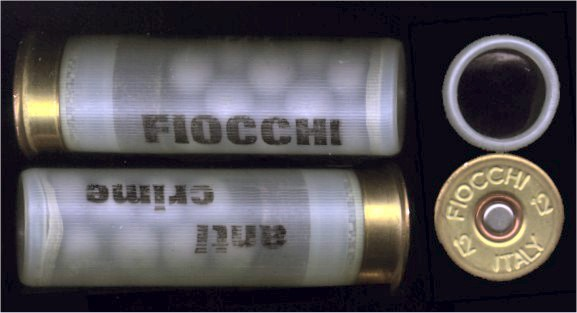
Cartucho calibre 12 de Perdigones de goma (no letal)

El cartucho de escopeta es el tipo de munición estándar que se usa en una escopeta. Se dispara después de ser cargado en la recámara o recámaras de cualquiera de las variedades de este tipo de armas. El cartucho tiene una forma cilíndrica y su longitud normalmente se denomina por el tamaño de la recámara, que el lo que mediría el cartucho ya disparado, por ejemplo un cartucho de longitud 70 mm y calibre 12 mide sin haber sido disparado unos 57 mm de largo, al ser disparado se abre el plegado que mantiene dentro del cartucho el o los proyectiles y entonces si mediria 70mm, los hay que varían entre 65 mm y 76 mm, aunque hay más cortos y más largos. Tiene una carga de pólvora y unos perdigones de plomo o unas postas más gruesas hechos para ser disparados desde una escopeta. Los cartuchos de escopeta suelen ser normalmente de plástico (antiguamente de cartón) pero tienen una base de latón delgado, aunque pueden ser hechos totalmente de latón, de papel, u otras combinaciones de estos materiales.
Existen diferentes tipos de cartuchos, muchos de ellos letales, generalmente son utilizados para la caza, defensa personal, tiro deportivo, etc. Un ejemplo de ellos es el denominado «slug», que utiliza una pieza única de metal (acero o plomo) en vez de perdigones. También existen cartuchos no letales, estos suelen contener en su interior perdigones de goma o silicona, estos han cambiado recientemente la denominación y ahora se llama munición de fogueo traumático, cambio hecho por cuestiones legales ya que no es lo mismo para una disputa legal el disparar un proyectil no letal que dispara una salva, así este cambio de denominación evita cuestiones legales en, por ejemplo, las actuaciones de las unidades policiales antidisturbios que los usa frecuentemente en muchos países.

## Calibre
El calibre de una escopeta tienen una designación de calibre diferente al de otras armas de fuego. El calibre hace referencia al número de bolas de plomo del diámetro del cañón que sumadas tienen un peso total de una libra, es decir 453,6 g. Un segundo número, separado del calibre por una barra diagonal "/", indica el largo de la recámara, y puede estar expresado en milímetros o en pulgadas. De esta forma, el calibre 12/70 indica calibre 12 y recámara de 70 mm (2 3/4 pulgadas), y el 12/76 indica calibre 12 y recámara de 76 mm (3 pulgadas; también se lo denomina "12 Magnum").
La medida del calibre de la escopeta es comúnmente denominado "gauge" en idioma inglés. El calibre de escopeta más comúnmente usado es el calibre 12. Cuando se mesura el calibre de un cartucho, un número más pequeño significa un cartucho más grande: un cartucho del 12 es más grande que un cartucho del 20. El calibre de un cartucho es una medida antigua. Excepto el calibre .410 , que no es un calibre de cartucho en absoluto. El calibre de un cartucho "n" es igual al diámetro de "n" bolas de plomo que sumadas pesan 1 libra (0,45 kg). Así, en un calibre 12, doce bolas sumadas tienen un peso de una libra de plomo. Así el diámetro es igual al de una esfera de plomo que pesa 1/12 de una libra. Un calibre 20, otra medida popular actual, tiene el diámetro de una esfera de plomo que pesa 1/20 de una libra.
Siguiendo esta regla los valores que definen los calibres del cartuchos de escopeta son:
| Calibre:        | 4     | 8     | 10    | 12    | 16    | 20    | 24    | 28    | 32    | 36 (.410) |
| --------------- | ----- | ----- | ----- | ----- | ----- | ----- | ----- | ----- | ----- | --------- |
| Diámetro en mm: | 26,73 | 21,22 | 19,97 | 18,53 | 16,84 | 15,63 | 14,71 | 13,97 | 13,37 | 10,2      |

## Usos
Los cartuchos de perdigones se han utilizado históricamente en la caza, en la que todavía son mayoritarios en la caza menor. También se utilizan de forma deportiva por ejemplo en el tiro al plato o en funciones de seguridad de particulares o de defensa, ya sea en la policía o la infantería militar.

## Materiales
El material de los perdigones que aloja el cartucho en su interior ha sido tradicionalmente el plomo, pero debido al perjudicial efecto que tiene en el ecosistema la industria ha desarrollado alternativas como los cartuchos con perdigones de zinc, estaño, acero, ... Aunque hay que tener en cuenta que para usar munición de acero la escopeta debe estar preparada para ese tipo de munición. 